# Carolina (Maranhão)
Pour les articles homonymes, voir Carolina.
Carolina est une commune brésilienne de l’État du Maranhão. Elle a une population estimée de 23.645 habitants (2004).

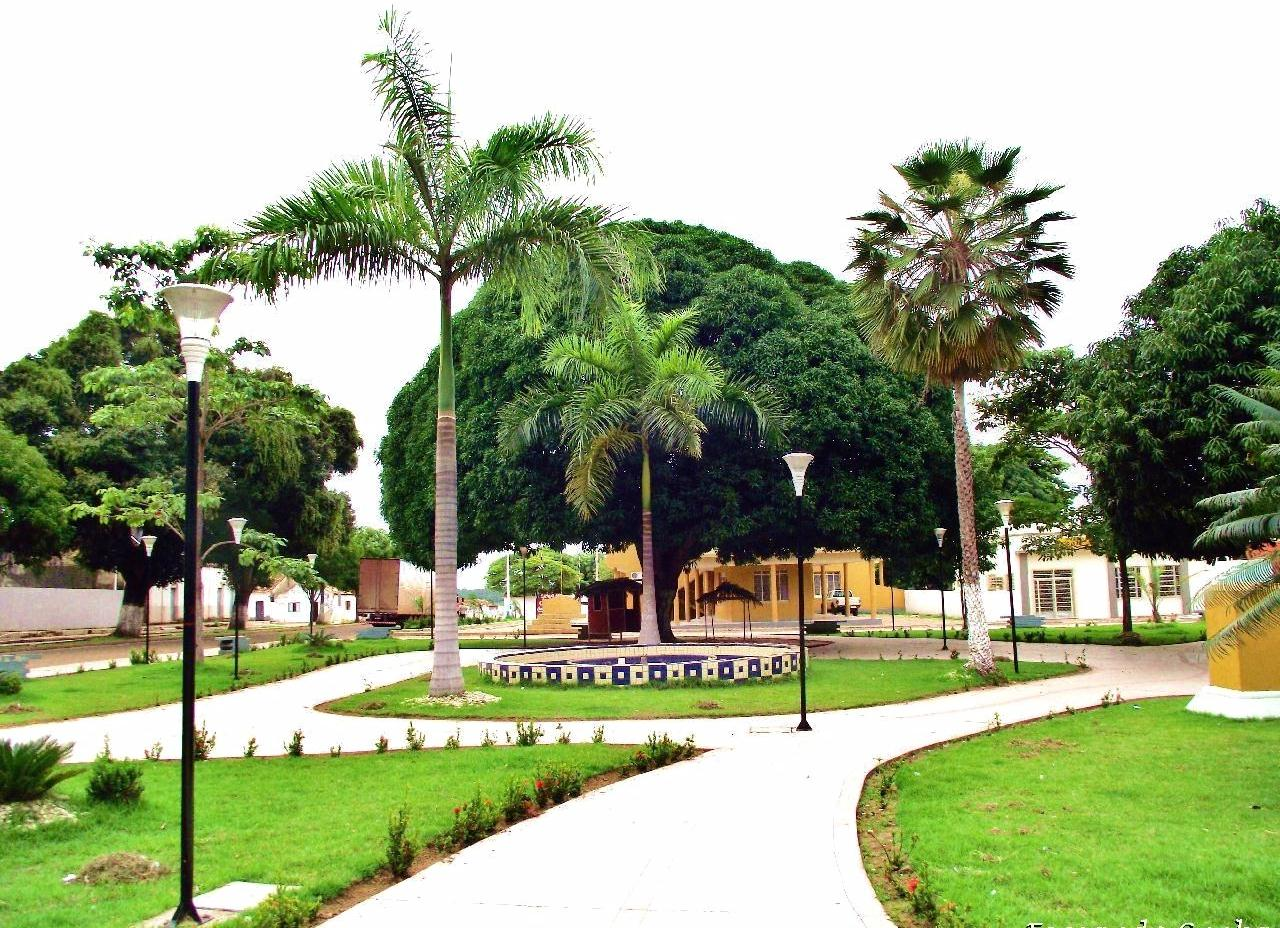
Praça Alípio Carvalho, centre historique de la Caroline (MA)

Vu son grand nombre de cours d'eau et de chutes, la commune a été appelée "paradis des eaux".
Les premiers colons blancs avaient comme but de capturer des Indiens pour les utiliser à la recherche de l'or.
La commune fut fondée en 1859 et, en 1992, 500 maisons furent classées par le Département du Patrimoine Historique.
Au début, la culture de la canne à sucre et l'élevage des bovins étaient complémentaires; le bétail fournissant la force motrice, l'alimentation et le cuir. Plus tard, l'élevage se propagea vers les terres non occupées pour laisser la place à la canne.
En 1798, le gouvernement portugais décida d'explorer l'intérieur du Maranhão utilisant le Rio Tocantins comme moyen de communication. Diverses expéditions furent organisées. L'agglomération de São Pedro de Alcântara  fut fondée avec 42 personnes vers 1800. Une autre agglomération Santo Antônio das Três Barras fut fondée en 1820 et changea son nom pour Carolina. Dans une tentative d'annexer la région, le gouvernement de Goias (à l'époque le Tocantins faisait partie de l'État de Goias), en 1831, transféra le siège et le nom de l'agglomération vers l'ancienne localisation. En 1834, le propre Empereur intervint, l'agglomération devint une commune du Maranhão.
L'altitude moyenne est de 148 m avec, à 365 m, le Morro do Chapeu (colline du Chapeau) qui est une référence en cartographie aérienne.
Quatre rivières baignent la commune :Manuel Alves Grande, Farinha, Itapecuru et Tocantins ce dernier a un cours de 138 km dans la commune et est pratiquement navigable sur tout son cours ce qui en fait un bon moyen de communication.
Jusqu'aux années 1970, l'aéroport de Ticoncá (code AITA : CLN)., situé sur son territoire, était le seul de la région à posséder les installations pour l'embarquement et le débarquement de passagers. Il a été construit en 1935 sous les auspices de la Pan American Airways comme escale de la ligne Miami-Buenos Aires.
Le sol est en majorité fertile et l’eau souterraine est abondante.
En plus de l'agriculture, l'activité se porte sur la céramique et la construction navale. Le tourisme lui apporte aussi une bonne part de ses revenus.

## Maires
| Période | Période | Identité                   | Étiquette | Qualité |
| ------- | ------- | -------------------------- | --------- | ------- |
| 2009    | 2012    | João Alberto Martins Silva | PSDB      |         |